# 帕拉尼切蒂帕蒂
帕拉尼切蒂帕蒂（Palani Chettipatti），是印度泰米尔纳德邦Theni县的一个城镇。总人口11750（2001年）。

## 人口
该地2001年总人口11750人，其中男性6032人，女性5718人；0—6岁人口1438人，其中男769人，女669人；识字率74.50%，其中男性为80.47%，女性为68.21%。